# Микеланджело Антониони
Микеланджело Антониони (на италиански: Michelangelo Antonioni) е италиански филмов режисьор. Развива темата за самотата на човека в съвременното буржоазно общество. 

## Биография и творчество
Микеланджело Антониони е роден на 29 септември 1912 г. в градчето Ферара в североизточната част на Италия. Завършва бизнес и икономика в Болонския университет, а след това известно време работи в банка. Впоследствие се занимава с писане на филмова критика за местен вестник, а през 1939 г. се мести в Рим и започва да работи като секретар за филмовото списание на фашистите, чийто редактор е синът на Бенито Мусолини.
Първият професионален досег на Антониони с киното е през 1942 г., когато се включва в написването на сценария за филма на Роберто Роселини „Завръщането на пилота“. В следващите години той прави късометражни филми и продължава да пише сценарии. Първия си игрален филм – Хроника на една любов, Антониони снима през 1950 г. Успехът му по света обаче идва 10 години по-късно с „Приключението“. Филмът е посветен на отчуждението, на невъзможността на хората от модерното общество да общуват помежду си, на емоционалната им осакатеност. Главната женска роля се изпълнява от Моника Вити, която след излизането на филма се превръща в международна звезда. През следващото десетилетие тя споделя живота на режисьора и се снима в още три от филмите му – „Нощта“ (1961), „Затъмнението“ (1962) и „Червената пустиня“ (1964) В периода 1964-1979 г. Антониони работи извън Италия. През 1966 г. във Великобритания той снима „Фотоувеличение“, а след 4-годишна пауза прави и „Забриски пойнт“ в Калифорния. Филмът е озвучен от набиращата скорост група „Пинк Флойд“ и става знаме на антиконформистки настроените младежки интелектуални движения по света.
През 1974 г. режисьорът снима „Професия: Репортер“, в който главната роля се изпълнява от Джак Никълсън. Филмът е психо-криминале и разказва за репортер, който се опитва да смени идентичността си, взимайки името на мъртвец. След края на снимките Антониони се оттегля от киното за пет години.
В интервю за италианско списание през 1980 г. на въпроса за кого прави филмите си той отговаря така:
| „ | Правя ги за идеалния зрител – себе си. Никога не бих направил нещо, което да не отговаря на моя вкус, само за да го покажа на публиката. Честно, не съм способен на това, макар толкова много други режисьори да го правят. И още нещо – за каква публика говорим? Италианската? Американската? Японската? Френската? Британската? Австралийската? Те са толкова различни една от друга. | “ |

През 1981 г. снима филма „Мистерията Обервалд“, а на следващата година – „Идентификация на една жена“. Получава инфаркт през 1985 г. През 1994 г. частично парализиран и общуващ посредством бележника си, започва да снима „Отвъд облаците“. Разтревожени дали режисьорът ще е в състояние да завърши филма, продуцентите привличат германския му колега Вим Вендерс и двамата работят в екип. Отвъд облаците е направен по сборник с разкази на самия Антониони и в него участват цял куп международни звезди – Джон Малкович, Джеръми Айрънс, Фани Ардан, Ирен Жакоб, Софи Марсо, Жан Рено и Марчело Мастрояни.
Последният филм на Антониони е френско-италианската копродукция „Ерос“ от 2004 г., която той снима заедно с режисьорите Стивън Содърбърг и Уонг Карвай.

## Филмография
| Година | Филм                       | Оригинално заглавие                   | Бележки                            |
| ------ | -------------------------- | ------------------------------------- | ---------------------------------- |
| 1950   | Хроника на една любов      | Cronaca di un amore                   |                                    |
| 1952   | Победените                 | I Vinti                               |                                    |
| 1953   | Дамата без камелии         | La signora senza camelie              |                                    |
| 1953   | Любовта в града            | L'amore in città (Tentato suicidio)   | сегмент: (Опит за самоубийство)    |
| 1955   | Приятелките                | Le Amiche                             |                                    |
| 1957   | Викът                      | Il Grido                              |                                    |
| 1960   | Приключението              | L'Avventura                           |                                    |
| 1961   | Нощта                      | La Notte                              |                                    |
| 1962   | Затъмнението               | L'Eclisse                             |                                    |
| 1964   | Червената пустиня          | Il deserto rosso                      |                                    |
| 1965   | Трите лица                 | I tre volti (Il provino)              | сегмент: (Прослушването)           |
| 1966   | Фотоувеличение             | Blowup                                |                                    |
| 1970   | Забриски пойнт             | Zabriskie Point                       |                                    |
| 1975   | Професия: Репортер         | Professione:reporter                  |                                    |
| 1981   | Мистерията Обервалд        | Il mistero di Oberwald                |                                    |
| 1982   | Идентификация на една жена | Identificazione di una donna          |                                    |
| 1995   | Отвъд облаците             | Al di là delle nuvole                 |                                    |
| 2004   | Ерос                       | Eros (The Dangerous Thread of Things) | сегмент: (Опасната тема на нещата) |